# Placówka Straży Granicznej w Horodle
Placówka Straży Granicznej w Horodle imienia mjr. Tadeusza Persza – graniczna jednostka organizacyjna Straży Granicznej realizująca zadania w ochronie granicy państwowej z Ukrainą.

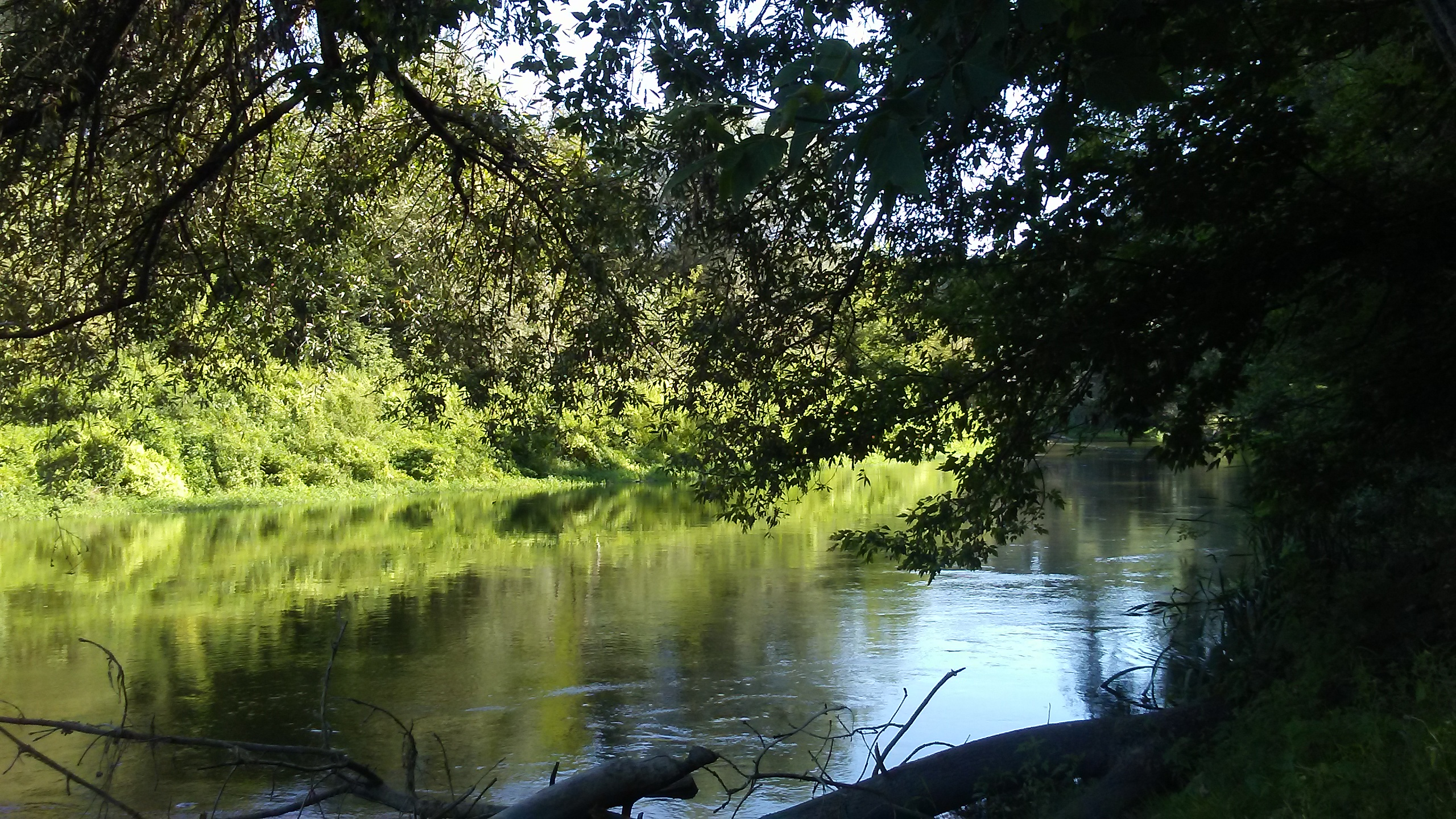
Granica polsko-ukraińska na rzece granicznej Bug w Horodle (sierpień 2018)

## Formowanie i zmiany organizacyjne
Placówka Straży Granicznej w Horodle (PSG w Horodle) z siedzibą w Horodle, została powołana 24 sierpnia 2005 roku Ustawą z 22 kwietnia 2005 roku O zmianie ustawy o Straży Granicznej..., w strukturach Nadbużańskiego Oddziału Straży Granicznej w Chełmie z przemianowania dotychczas funkcjonującej Strażnicy Straży Granicznej w Horodle (Strażnica SG w Horodle). Znacznie rozszerzono także uprawnienia komendantów, m.in. w zakresie działań podejmowanych wobec cudzoziemców przebywających na terytorium RP.
Z końcem 2005 roku odeszli ze służby ostatni funkcjonariusze służby kandydackiej. Było to możliwe dzięki intensywnie realizowanemu programowi uzawodowienia, w ramach którego w latach 2001–2006 przyjęto do NOSG 1280 funkcjonariuszy służby przygotowawczej.
31 grudnia 2010 roku w placówce służbę pełniło 40 funkcjonariuszy.

## Ochrona granicy
W ramach Systemu Wież Obserwacyjnych Straży Granicznej (SWO SG), 20 listopada 2009 roku na odcinku placówki została oddana do użytku wieża obserwacyjna SWO do ochrony powierzonego odcinka granicy państwowej.
W lutym 2019 roku placówka otrzymała na wyposażenie do ochrony granicy specjalistyczny pojazd obserwacyjny tzw. PJN.

## Terytorialny zasięg działania
PSG w Horodle ochrania wyłącznie odcinek granicy rzecznej z Ukrainą przebiegającą środkiem koryta rzeki granicznej Bug.
Stan z 1 września 2021
- Od znaku granicznego 882 do znaku granicznego nr 931.
- Linia rozgraniczenia z:

1. Placówką Straży Granicznej w Skryhiczynie: włącznie znak graniczny nr 931, Matcze, Cegielnia, dalej granicą gmin Horodło i Hrubieszów, Białopole i Hrubieszów, Białopole i Uchanie, Wojsławice i Uchanie, Wojsławice i Grabowiec.
2. Placówką Straży Granicznej w Hrubieszowie: wyłącznie znak graniczny nr 882, Strzyżów, wyłącznie Husynne, wyłącznie Moroczyn, wyłącznie Dziekanów, Moniatycze, Nowosiółki, dalej granicą gmin Hrubieszów i Trzeszczany, Uchanie i Trzeszczany, Grabowiec i Trzeszczany, Grabowiec i Miączyn
3. Placówką Straży Granicznej w Lublinie: granicą gmin: Grabowiec i Sitno, Grabowiec i Skierbieszów, Grabowiec i Kraśniczyn.

- Poza strefą nadgraniczną obejmował z powiatu zamojskiego gminę: Grabowiec.

Stan z 30 grudnia 2014
Obszar służbowej działalności placówki SG w Horodle położony był na terenie powiatu hrubieszowskiego i obejmował swoim zasięgiem w całości gminę Uchanie, w części gminy Hrubieszów i Horodło oraz gmina Wojsławice w powiecie chełmskim.
Stan z 1 sierpnia 2011
- Od znaku granicznego nr 882 do znaku granicznego nr 931.
- Linia rozgraniczenia z :

1. Placówką Straży Granicznej w Skryhiczynie: włącznie znak graniczny nr 931, Matcze Cegielnia, dalej granicą gmin Horodło i Białopole oraz Hrubieszów i Uchanie.
2. Placówką Straży Granicznej w Hrubieszowie: wyłącznie znak graniczny nr 882, Łukaszówka, wyłącznie  Husynne, wyłącznie Moroczyn, wyłącznie Dziekanów, Moniatycze, Nowosiółki, dalej granicą gmin Hrubieszów i Uchanie oraz Trzeszczany.

- Poza strefą nadgraniczną obejmował z powiatu chełmskiego gminę Wojsławice.

## Placówki sąsiednie
- Placówka SG w Skryhiczynie ⇔ Placówka SG w Hrubieszowie – 01.08.2011[8]
- Placówka SG w Skryhiczynie ⇔ Placówka SG w Hrubieszowie, Placówka SG w Lublinie – 01.09.2021[7].

## Wydarzenia
- 2014 – luty, w związku z atakiem zimy i wysokimi opadami śniegu, patrol PSG w Horodle realizując swoje czynności służbowe przy użyciu skutera śnieżnego dowiózł żywność odciętym od świata mieszkańcom przygranicznej miejscowości Marta[9].

## Komendanci placówki
- por. SG/kpt. SG Dariusz Łopocki (był 21.07.2006–18.12.2006)[10]
- kpt. SG/ppłk SG Marek Wrona (był 13.05.2013[11]–był w 2015)[12]
- mjr Mariusz Papierz (był w 2018[13]–nadal[1]).

## Nadanie imienia placówce
Nadanie imienia placówce podano za: Roczniki Wydziału Nauk Prawnych i Ekonomicznych KUL. W: Stanisław Dubaj: Patroni Nadbużańskiego Oddziału Straży Granicznej i Podległych Placówek SG – Tom VIII−IX, zeszyt 1 – 2012–2013. Lublin: Katolicki Uniwersytet Lubelski Jana Pawła II, 2013, s. 323, 332–333, 343.
Po śmierci Tadeusza Persza 8 grudnia 2005 roku ppłk dr Stanisław Dubaj i mgr Edward Kotowski z Dubienki sporządzili notatkę, którą przekazali komendantowi NOSG gen. bryg. Markowi Dominiakowi. Dotyczyła wspomnień wojennych Persza jak się później okazało – jego proroczych słów na temat patronatu horodeskiej jednostki SG. Między innymi przytoczono w niej na wpół żartobliwe pytanie, postawione 17 października 2001 roku, podczas uroczystego otwarcia miejscowej Strażnicy SG w Horodle: „Czy wyobrażacie sobie, że ta jednostka Straży Granicznej w Horodle nosi imię Tadeusza Persza?”. Działania związane z nadaniem patronatu podjęto 31 maja 2006 roku. Zgodę najbliższej rodziny, stosowną uchwałę Rady Gminy w Horodle i pozytywną opinię wojewody lubelskiego skompletowano do 21 lipca 2006 roku. Zgodnie z procedurami formalny wniosek o nadanie patronatu do ministra spraw wewnętrznych i administracji Ludwika Dorna skierował komendant Placówki SG w Horodle por. SG Dariusz Łopocki, przy poparciu gen. bryg. SG Marka Dominiaka. Minister spraw wewnętrznych i administracji Ludwik Dorn 20 listopada 2006 roku Placówce SG w Horodle nadał imię „mjr. Tadeusza Persza”, a uroczystości odbyły się w Horodle 18 grudnia 2006 roku. Na elewacji budynku umieszczono pamiątkową tablicę ufundowaną przez żołnierzy kombatantów 27 WD AK, funkcjonariuszy Nadbużańskiego Oddziału SG i miejscową społeczność. Podczas uroczystości nadano też medale „Opiekuna Miejsc Pamięci Narodowej” jedenastu żołnierzom kombatantom 27 WD AK, za ich szczególny wkład w odbudowę i utrzymanie polskich cmentarzy na Wołyniu.